# Liste der Biografien/Vih
Liste der Biografien |
Portal Biografien |
Personensuche
# |
A |
B |
C |
D |
E |
F |
G |
H |
I |
J |
K |
L |
M |
N |
O |
P |
Q |
R |
S |
T |
U |
V |
W |
X |
Y |
Z |
?
 
Va |
Ve |
Vh |
Vi |
Vj |
Vl |
Vn |
Vo |
Vr |
Vs |
Vt |
Vu |
Vy
 
Via |
Vib |
Vic |
Vid |
Vie |
Vif |
Vig |
Vih |
Vii |
Vij |
Vik |
Vil |
Vim |
Vin |
Vio |
Vip |
Viq |
Vir |
Vis |
Vit |
Viu |
Viv |
Vix |
Viy |
Viz
Die Liste der Biografien führt alle Personen auf, die in der deutschsprachigen Wikipedia einen Artikel haben. Dieses ist eine Teilliste mit 9 Einträgen von Personen, deren Namen mit den Buchstaben „Vih“ beginnt.

## Vih

### Viha
- Vihalemm, Arno (1911–1990), estnischer Lyriker und Graphiker
- Vihar, Béla (1908–1978), ungarischer Schriftsteller, Poet und Journalist
- Vihar, Petra (* 1979), slowenische Squashspielerin

### Vihk
- Vihko, Joonas (* 1981), finnischer Eishockeyspieler

### Vihl
- Vihlen, Hugo (* 1931), US-amerikanischer Segler

### Vihm
- Vihmand, Mari (* 1967), estnische Komponistin

### Vihr
- Vihrog, Jessie (1907–1996), deutsche Schauspielerin
- Vihrovs, Igors (* 1978), lettischer Turner

### Vihu
- Vihuri, Ida (1882–1929), finnische Politikerin (SDP)